# Cytospora laburni
Cytospora laburni är en svampart som beskrevs av Peyronel 1918. Cytospora laburni ingår i släktet Cytospora och familjen Valsaceae.   Inga underarter finns listade i Catalogue of Life.